# North Lilbourn
North Lilbourn è un villaggio degli Stati Uniti d'America, situato nello Stato del Missouri, nella contea di New Madrid.